# Modestep
Modestep je čtyřčlenná skupina hrající dubstep a elektronický rock založena v roce 2010 v anglickém Londýně. Jejich debutový singl „Feel Good“ byl vydán 7. února 2010 jako část třískladbového EP společně s remixem „Bite the Hand“.

## Historie

### Druhé studiové album a odchod Matthewa a Nicka ze skupiny (2013–dosud)
11. května 2013 Modestep oznámili skrze jejich sociální sítě, že jsou zpět ve studiu a pracují na novém materiálu. 16. října začali pracovat na první skladbě jejich budoucího druhého studiového alba. V prosinci roku 2013 se skupina pustila na Foot Locker turné po Evropě, podporováni populárním prodejcem obuvi Foot Locker. 14. ledna 2014 z kapely odešli Curtis a Tsang, kteří se chtějí věnovat své vlastní kariéře v hudebním průmyslu. Přesto ale má skupina stále v plánu album i další turné, na které si budou vozit nové talentované hudebníky. I proto přibrala kapela v roce 2014 dva nové členy – kytaristu Kyla Deeka a bubeníka Pata Lundyho.

## Koncerty v Česku
- 27. února 2013, na své Evolution Theory Tour navštívili pražský klub Roxy.
- 4. července 2013 vystoupili na festivalu Rock for People před publikem, které zaplnilo jak prostor před hlavní stageí, tak i široké okolí. Skupina o tomto koncertu napsala, že to bylo její nejlepší publikum za dlouhou dobu.[5]
- 18. října 2013 vystoupili Josh a Tony jako DJ set na Imagination Festivalu v Praze.
- 3. července 2015 vystoupí na festivalu Rock for People EUROPE v Plzni.
- 31. srpna 2019 vystoupili ve Vroutku v rámci festivalu Rock For Churchill

## Členové

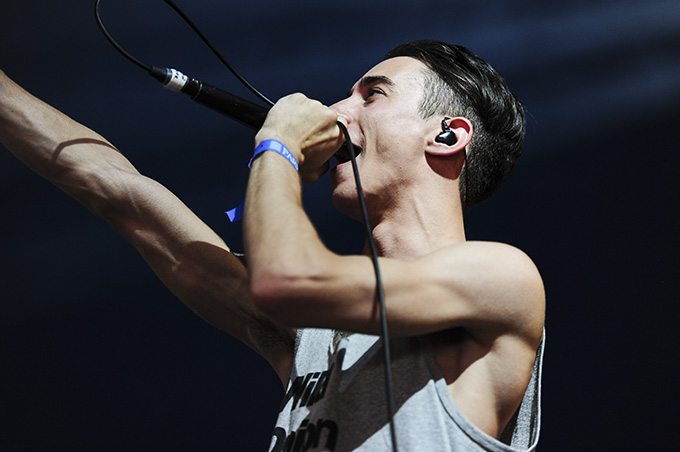
Josh Friend

### Zpěváci
- Josh Friend - zpěvák, producent (2010–dosud)
- Tony Friend - DJ, producent (2010–dosud)
- Kyle Deek - kytarista (2014–dosud)
- Pat Lundy - bubeník (2014–dosud)

### Dřívější
- Matthew Curtis - bubeník (2010–2014)
- Nick Tsang - kytarista (2010–2014)

## Diskografie

### Studiová alba
- Evolution Theory (2013)
- London Road (2015)

### Extended play-e
- To the Stars (Remixes) (2011)
- Show Me a Sign (Remixes) (2012)
- Inside My Head (2013)
- Machines EP (2015)
- Rainbow EP (2015)

### Singly
| Rok  | Singl          | Pořadí v hitparádě | Pořadí v hitparádě |
| Rok  | Singl          | UK                 | UK Dance           |
| ---- | -------------- | ------------------ | ------------------ |
| 2011 | Feel Good      | 38                 | 6                  |
| 2011 | Sunlight       | 16                 | 5                  |
| 2011 | To the Stars   | 45                 | 9                  |
| 2012 | Show Me a Sign | 56                 | 12                 |
| 2012 | Another day    |                    |                    |
| 2015 | Snake          |                    |                    |
| 2015 | Machines       |                    |                    |

### Remixy
- Fuck You! (2010) – CeeLo Green
- Exile (2010) - Enya

### Hudební videoklipy
| Rok  | Název                                                       | Režisér                                   |
| ---- | ----------------------------------------------------------- | ----------------------------------------- |
| 2010 | Feel Good                                                   | David Bispham, Josh Friend & Tony Friend  |
| 2011 | Sunlight                                                    | Josh Friend & Tony Friend                 |
| 2011 | To The Stars                                                | Liam Underwood, Josh Friend & Tony Friend |
| 2011 | To The Stars (Break The Noise & The Autobots Remix)         | Liam Underwood                            |
| 2012 | Show Me A Sign                                              | Richard Payne, Josh Friend & Tony Friend  |
| 2012 | Another Day / Another Day (xKore Remix) (featuring Popeska) | Josh Friend & Tony Friend                 |
| 2012 | Coldplay - Paradise (Cover)                                 | Liam Underwood                            |